# Deutsche Flugzeugwerke
La Deutsche Flugzeug-Werke GmbH, conosciuta anche con il suo acronimo DFW, era un'azienda aeronautica tedesca fondata nel secondo decennio del ventesimo secolo.

## Storia
La DFW fu fondata il 30 ottobre 1911 dall'imprenditore tedesco Bernard Meyer (1860–1917) come estensione della Sächsiche Flugzeuwerke ed inizialmente la sua produzione riguardava velivoli dell'azienda francese Farman Aviation Works dei quali aveva ottenuto la licenza di costruzione.
Successivamente, sul campo di Lindenthal, la DFW eresse una moderna fabbrica capace di impiegare nel 1914 più di 400 operai, avviando la costruzione di velivoli Mars Pfeil in configurazione sia monoplana che biplana per uso addestrativo. Progettati dagli ingegneri Richard Bier e Boucart, un piccolo numero di Mars biplani e DFW Taube monoplani, furono venduti prima della guerra alla germanica Fliegertruppe, alla britannica Royal Navy e alla austroungarica Luftfahrtruppe. Due biplani Mars, acquistati dall'esercito turco parteciparono alla guerra balcanica del 1912-1913, pilotati da Mario Scherff.
Il maggior successo commerciale della Deutsche Flugzeugwerke fu il biposto DFW C.V, capostipite di una serie di aerei da ricognizione usati nel periodo della prima guerra mondiale dalla Luftstreitkräfte, la forza aerea dell'Impero tedesco. Dall'aprile del 1917 fino al 31 agosto 1918 il DFW C.V fu il più numeroso tra quelli designati come tipo C dall'Idflieg (biplani biposto armati, con l'osservatore situato posteriormente al pilota) in servizio al fronte.
Alla fine del conflitto i piani di sviluppo dell'azienda non andarono a buon fine e la società venne acquistata dalla Allgemeine Transportanlagen-Gesellschaft.